# John E. Mack
John Edward Mack (New York, 4 oktober 1929 - Londen, 27 september 2004) was een Amerikaans psychiater en hoogleraar aan de Harvard Medical School, die internationale bekendheid verwierf met zijn biografie van T.E. Lawrence, A Prince of Our Disorder (1976), die in 1977 met de Pulitzerprijs werd bekroond.
Als maatschappelijk bijzonder geëngageerd arts was hij lid van de International Physicians for the Prevention of Nuclear War, en richtte hij in 1983 het Center for Psychology and Social Change op, dat na zijn dood in John E. Mack Institute werd omgedoopt. Als psychiater is hij – naast zijn werk op het gebied van dissociatieve- en borderline-bewustzijnstoestanden – vooral bekend geworden door zijn intensieve, in sommige academische kringen heftig omstreden onderzoek naar de ervaringen van mensen die claimden door buitenaardse, niet-menselijke wezens te zijn ontvoerd.